# Erebia fasciata
Erebia fasciata är en fjärilsart som beskrevs av Butler 1868. Erebia fasciata ingår i släktet Erebia och familjen praktfjärilar. Inga underarter finns listade i Catalogue of Life.